# Bill Anschell
 (avril 2017).
Bill Anschell est un pianiste et compositeur de jazz américain. Il est surtout connu pour avoir joué en compagnie de Lionel Hampton, Nnenna Freelon (dont il a été le pianiste et directeur musical), Tierney Sutton, Russell Malone, Richard Davis, Russell Gunn, Ron Charretier entre autres. En 2002 Anschell part d'Atlanta pour Seattle, où il joue avec des célébrités locales ou de passage. En février 2006, il gagne le Golden Ear Award au Earshot Jazz (en) de Seattle dans la catégorie "meilleur instrumentiste de l'année".
Anschell a joué dans nombre de festivals et concerts de jazz de par le monde à la tête de son propre groupe, le Bill Anschell Trio (avec Neal Starkey, Rodney Jordan et Woody William), ainsi que comme pianiste, compositeur et directeur musical pour la vocaliste Nnenna Freelon.

## Biographie
Anschell grandit dans la région de Seattle, aux États-Unis. Après des études au Oberlin College et à l'Université Wesleyenne, où il travaille la composition avec Bill Barron et la théorie rythmique indienne avec T. Ranganathon, il sort diplômé de musique de Wesleyan en 1982. Il passe ensuite trois ans à Madison, Wisconsin, où il travaille avec le célèbre bassiste légendaire Richard Davis. De 1989 à 2002, Anschell vit à Atlanta, travaillant comme leader de son groupe, accompagnant aussi de nombreux musiciens, et coordonnateur pour la Southern Arts Federation pour les artistes de jazz. C'est à ce titre qu'il participe notamment au programme des festivités des jeux olympiques d'Atlanta. En 2001, il reçoit une subvention du American Composers Forum  pour son programme de "Compositeur à l'École"; ce financement inclut une pièce commissionnée pour un orchestre de chambre.

## Compositions et enregistrements originaux
Son premier CD, Rhythm Changes, date de 1995 et fut bien reçu par la critique[réf. nécessaire]. son deuxième disque, A Different Note All Together, sorti en 1998, resta pendant 8 semaines parmi les 50 morceaux les plus joués en Amérique (United Press International, UPI, le classa parmi les 10 meilleures sorties de l'année)[réf. nécessaire].
- 1995 : Rhythm Changes (Consolidated Artists)
- 1998 : A Different Note All Together (Accurate Records)
- 2001 : When Cooler Heads Prevail (Summit Records)
- 2006 : More to the Ear Than Meets the Eye (Origin Records)
- 2009 : We Couldn't Agree More
- 2011 : Figments, piano solo (Earshot Golden Ear Award dans la catégorie Northwest Jazz Recording of the Year)
- 2013 : Impulses
- 2016 : Rumbler

## Édition, radio, et travaux de TV
Anschell est également largement connu pour son travail en tant qu'auteur et producteur. Un texte humoristique d'Anschell, le Guide de la jam session circule largement dans le milieu des musiciens de jazz. Il a également écrit  pour des revues et articles et est l'auteur de deux livres : Jazz in Concert Setting, et un manuel pour la demande de subventions pour le jazz, Who Can I Turn To?. Ses compositions ont également été intégrées dans la bande musicale de séries à succès comme À la Maison-Blanche.